# Taohelong
Taohelong („drak od řeky Tao“) byl rod „obrněného“ tyreoforního dinosaura z čeledi Nodosauridae, žijícího na území současné severní Číny (provincie Kan-su) v období spodní křídy (raný věk alb, asi před 113 až 110 miliony let).

## Historie
Typový druh Taohelong jinchengensis byl formálně popsán na základě objevu fosilií v okolí města Lan-čou, holotyp představuje nekompletní a fragmentárně dochovanou kostru (i s částmi tělního „pancíře“) s katalogovým označením (GSDM) 00021. Dinosaura popsal tým čínských paleontologů v roce 2013.

## Systematika
Blízce příbuzným rodem tohoto polakantinního nodosaurida byl samotný rod Polacanthus.. Jedná se o vůbec prvního polakantina, popsaného z území Asie.